# Йаруб ибн Абу-л-Араб
Йаруб ибн Абу-л-Араб (? — 16 марта 1723) — один из соперничающих имамов во время гражданских войн в Омане в последние годы правления династии Аль Йаруб (1722).

## Биография
Представитель османской правящей династии Аль Йаруб. Сын Абу-л-Араба, двоюродный брат Сайфа II ибн Султана, младшего сына Султана II ибн Сайфа. Саифу II ибн Султану было двенадцать лет, когда его отец, имам Султан II ибн Сайф, скончался в 1718 году. Хотя он был назначен преемником и пользовался популярностью в народе, улемы решили, что он слишком молод, чтобы занимать этот пост, и отдали предпочтение его старшему брату Муханне ибн Султану. В 1719 году Муханна ибн Султан был тайно доставлен в крепость Рустак и провозглашен имамом. Муханна был непопулярен, и в 1720 году была свергнут и убит Йарубом ибн Абу-л-Арабом.
Йаруб ибн Абу-л-Араб провозгласил себя регентом во время несовершеннолетия своего двоюродного брата Сайфа II ибн Султана. В мае 1722 года Йаруб сделал следующий шаг и провозгласил себя имамом. Это вызвало восстание, возглавляемое Абу-л-Арабом ибн Насиром, родственником свергнутого имама по браку. После нескольких стычек Йаруб ибн Абу-л-Араб был разбит при Низве, и молодой Сайф II ибн Султан снова был объявлен имамом, на этот раз с Абу-л-Арабом ибн Насиром в качестве регента.
Мухаммед ибн Насир был среди знати, которая приехала в Рустак, чтобы поздравить его. По какой-то причине Абу-л-Араб ибн Насир затеял ссору с Мухаммедом ибн Насиром, который предпринял шаги по организации восстания в союзе с бывшим имамом Йарубом ибн Абу-л-Арабом. После ряда поражений Абу-л-Араб ибн Насир был вынужден принять условия мира, согласно которым он должен был сдать все крепости в Омане. Примерно в это же время Йаруб ибн Абу-л-Араб скончался 16 марта 1723 года в Низве.